# Natalija Smalová
Natalija Mykolajivna Smalová (prov. Strekicynová) (* 10. března 1983) je ukrajinská zápasnice – sambistka, judistka a sumistka.

## Sportovní kariéra
S judem/sambem začínala v 15 letech na střední škole v Černihivu. Jejím osobním trenérem je Anatolij Markin. V ukrajinské judistické a sambistické reprezentaci se pohybuje od roku 2002 ve střední a polotěžké váze s váhou okolo 78 kg. Celou svojí sportovní kariéru byla ve stínu své kolegyně Maryny Pryščepové v judo i sambo. Pryščepová jí paradoxně pomohla v roce 2008 k účasti olympijských hrách v Pekingu, když vybojovala kvalifikační kvótu ve dvou váhových kategoriích. V Pekingu prohrála v úvodním kole střední váhové kategorie do 70 kg s Němkou Annett Böhmovou. V roce 2012 vybojovala evropskou kvalifikační kvótu pro účast na olympijských hrách v Londýně, kde nestačila v úvodním kole na Španělku Cecilii Blancovou. V roce 2013 se vdala a po mateřské pauze preferuje zápasení v sambo. V zápasu sambo je trojnásobnou mistryní světa z let 2007, 2015 a 2016.

### Vítězství na turnajích
- 2010 - 1× světový pohár (Taškent)
- 2011 - 1× světový pohár (Minsk)

## Výsledky

### Judo
| Turnaj             | 2005         | 2006         | 2007         | 2008         | 2009         | 2010         | 2011         | 2012         |
| Turnaj             | 22           | 23           | 24           | 25           | 26           | 27           | 28           | 29           |
| Turnaj             | střední váha | střední váha | střední váha | střední váha | střední váha | střední váha | střední váha | střední váha |
| ------------------ | ------------ | ------------ | ------------ | ------------ | ------------ | ------------ | ------------ | ------------ |
| Olympijské hry     |              |              |              | úč.          |              |              |              | úč.          |
| Mistrovství světa  | —            |              | úč.          |              | úč.          | úč.          | úč.          |              |
| Mistrovství Evropy | —            | —            | —            | úč.          | 7.           | úč.          | úč.          | úč.          |
| ME do 23 let       | 2.           |              |              |              |              |              |              |              |

### Sambo
| Turnaj             | 2002 | 2003 | 2004 | 2005      | 2006      | 2007      | 2008      | 2009      | 2010      | 2011      | 2012      | 2013      | 2014      | 2015      | 2016      | 2017      | 2018      |
| Turnaj             | 19   | 20   | 21   | 22        | 23        | 24        | 25        | 26        | 27        | 28        | 29        | 30        | 31        | 32        | 33        | 34        | 35        |
| Turnaj             | -68  | -68  | -68  | -72 / -80 | -72 / -80 | -72 / -80 | -72 / -80 | -72 / -80 | -72 / -80 | -72 / -80 | -72 / -80 | -72 / -80 | -72 / -80 | -72 / -80 | -72 / -80 | -72 / -80 | -72 / -80 |
| ------------------ | ---- | ---- | ---- | --------- | --------- | --------- | --------- | --------- | --------- | --------- | --------- | --------- | --------- | --------- | --------- | --------- | --------- |
| Mistrovství světa  | —    | 3.   | 3.   | —         | —         | 1.        | 3.        | —         | —         | —         | —         | —         | 3.        | 1.        | 1.        | 5.        |           |
| Mistrovství Evropy | 2.   | 1.   | 1.   | 1.        | 3.        | 2.        | —         | —         | —         | —         | —         | —         | —         | 1.        | 2.        | 3.        | 1.        |